# Pietro Colletta

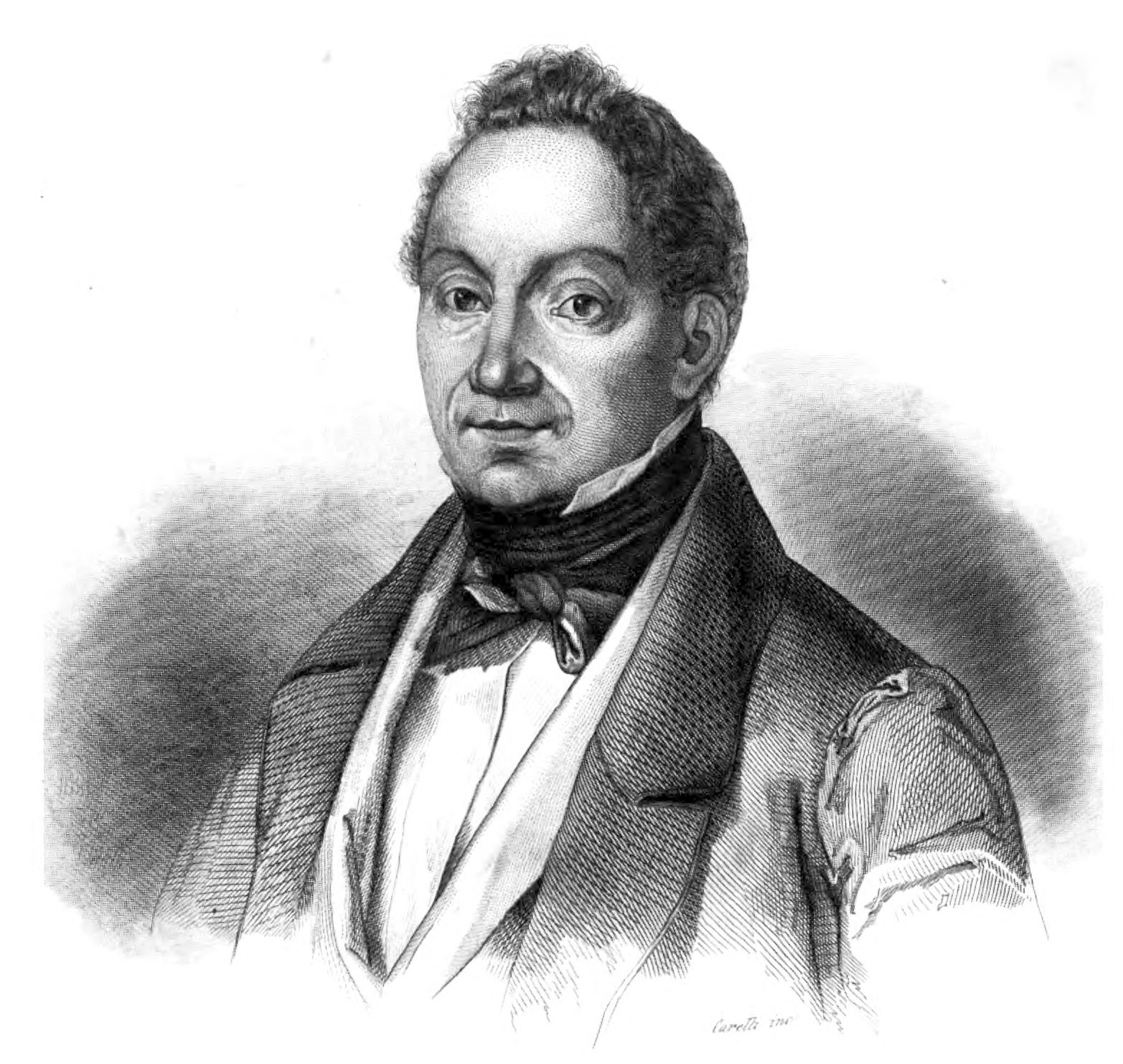
Pietro Colletta

Pietro Colletta (* 23. Januar 1775 in Neapel; † 11. November 1831 in Florenz) war ein neapolitanischer Kriegsminister und Geschichtsschreiber.

## Leben
Colletta trat 1796 in das Artilleriekorps, wurde wegen seiner politischen Tätigkeit während der französischen Invasion 1798 und bei der Erhebung gegen Ferdinand I. von Neapel nach Rückkehr der Bourbonen eingekerkert, fand jedoch bald wieder eine Anstellung als Zivilingenieur.
Als Joseph Bonaparte 1806 König von Neapel wurde, trat Colletta in die Armee zurück und zeichnete sich bei der Belagerung von Gaeta, der Okkupation von Kalabrien und der Einnahme von Capri so aus, dass ihn Joachim Murat 1808 zum Intendanten Kalabriens und 1812 zum General und Direktor des Brücken- und Straßenbauwesens ernannte. 1815 unterhandelte er für denselben mit den Österreichern in Casalanza.
Nach der Restauration der Bourbonen beargwöhnt, blieb er gleichwohl als unentbehrlich im Dienst und bekleidete nacheinander mehrere hohe militärische Stellungen.
Nach Ausbruch der Revolution von 1820 stellte er als Generalkommandant in Sizilien die Ordnung wieder her. Die österreichische Intervention rief ihn nach Neapel zurück, und nachdem er, als die Sache der Konstitution bereits verloren war, noch zum Kriegsminister ernannt worden war, brachte man ihn als Staatsgefangenen auf das Kastell Sant’Elmo und verbannte ihn dann nach Brünn in Mähren.
1823 durfte er sich in Florenz niederlassen, wo er sich mit Gino Capponi anfreundete und sich geschichtlichen Studien widmete. Er schrieb hier die berühmte Storia del reame di Napoli 1734–1825 (2 Bände Capolago 1834).
Pietro Colletta starb am 11. November 1831 in Florenz.